# Institut des sciences sociales et politiques de l'université fédérale de l'Oural
L'Institut des sciences sociales et politiques de l'université fédérale de l'Oural est un institut d'enseignement supérieur dépendant de l'université fédérale de l'Oural à Ekaterinbourg en Russie. Son directeur est le professeur Maxime Khomiakov, docteur en sciences philosophiques.

## Structure
L'institut est formé sur la base des facultés de l'université suivantes :
- faculté de philosophie ;
- faculté de politologie et de sociologie ;
- faculté de psychologie ;
- faculté de relations internationales.

L'institut comprend également l'institut interrégional de l'Oural en sciences sociales et l'institut Confucius de l'université fédérale de l'Oural.
Il bénéficie du partenariat d'autres institutions d'enseignement supérieur prestigieuses, comme le MGuIMO du ministère des Affaires étrangères, l'université européenne à Saint-Pétersbourg, l'institut de sociologie de l'académie des sciences de Russie, l'école des hautes études en sciences économiques de Moscou, l'université linguistique d'État de Moscou, l'université d'État de Saint-Pétersbourg, l'institut des pays d'Asie et d'Afrique de l'université de Moscou, etc.